# Paramphisopus fairbridgei
Paramphisopus fairbridgei là một loài chân đều trong họ Amphisopidae. Loài này được Nicholls miêu tả khoa học năm 1943.